# Lamin Basmen Samateh
Nezaměňovat s jiným gambijským fotbalistou s podobným jménem Lamin Sarjo Samateh.
Lamin Basmen Samateh (* 26. června 1992, Kiang Keneba, Gambie) je gambijský fotbalový obránce a reprezentant, od roku 2015 hráč slovenského klubu FC ViOn Zlaté Moravce.

## Klubová kariéra
- Steve Biko FC 2009–2010
- NK Lokomotiva Zagreb 2011–2014
- KuPS 2014[2]
- FC ViOn Zlaté Moravce 2015–

## Reprezentační kariéra
Nastupoval v gambijské mládežnické reprezentaci U17.
V A-mužstvu Gambie debutoval v roce 2011.